# Барлоу, Филип
Филип Барлоу (Philip Barlow; род. 1968, Питермарицбург) — художник из Южной Африки. Рисует маслом в стиле традиционной живописи.

## Выставки художника
В 2003 году прошла его первая персональная выставка в Кейптауне под названием «Сущность света». (This Thing of Light).
В 2004 году прошла групповая выставка южноафриканских художников с участием Филипа Барлоу — Identity, а также его персональная выставка Glow в Йоханнесбурге.
В 2005 году — персональная выставка в Ассоциации изобразительных искусств.
В 2006 году — персональная выставка De Light в Йоханнесбурге.
В 2008 году — персональная выставка Vapor в Йоханнесбурге, а также персональная выставка Luminosity в Кейптауне.
В 2009 году — участие в выставке Art That Inspires — 10-20 Anniversary, Кейпnаун.
В 2010 году — персональная выставка Light Train, Йоханнесбург.
В 2011 году участие в групповой выставке Persona в Johans Borman Fine Art, Кейпnаун. Групповая выставка в Hespe Gallery, в Сан-Франциско.